# Delano Vianello
Delano Vianello (14 september 2002) is een Nederlands-Italiaans voetballer die doorgaans als middenvelder speelt. Hij verruilde in 2025 Sparta Rotterdam voor TOP Oss.

## Clubcarrière
Vianello begon met voetballen bij KRSV Vredenburch en stapte in 2010 over naar de jeugdopleiding van Sparta Rotterdam. In 2020 werd Vianello toegevoegd aan de selectie van Jong Sparta Rotterdam, dat uitkwam in de Tweede divisie. In bijna vijf seizoenen speelde hij 117 wedstrijden voor Jong Sparta, waarbij hij zes keer scoorde.
In februari 2025 maakte Vianello de overstap naar TOP Oss in de Eerste divisie. Hij debuteerde op 7 februari tegen FC Eindhoven (0-3). Hij kwam in de rust in de ploeg voor Julian Kuijpers. Aan het einde van het seizoen was hij basisspeler in de ploeg van Sjors Ultee.In mei werd zijn éénjarige contract verlengd tot de zomer van 2027.

## Statistieken
| Seizoen | Club                  | Competitie     | Competitie | Competitie | Beker | Beker | Overig | Overig | Totaal | Totaal |
| Seizoen | Club                  | Competitie     | Wed.       | Dlp.       | Wed.  | Dlp.  | Wed.   | Dlp.   | Wed.   | Dlp.   |
| ------- | --------------------- | -------------- | ---------- | ---------- | ----- | ----- | ------ | ------ | ------ | ------ |
| 2020/21 | Jong Sparta Rotterdam | Tweede divisie | 6          | 1          | 0     | 0     | 0      | 0      | 6      | 1      |
| 2021/22 | Jong Sparta Rotterdam | Tweede divisie | 30         | 1          | 0     | 0     | 0      | 0      | 30     | 1      |
| 2022/23 | Jong Sparta Rotterdam | Tweede divisie | 33         | 3          | 0     | 0     | 0      | 0      | 33     | 3      |
| 2023/24 | Jong Sparta Rotterdam | Tweede divisie | 33         | 1          | 0     | 0     | 0      | 0      | 33     | 1      |
| 2024/25 | Jong Sparta Rotterdam | Tweede divisie | 15         | 0          | 0     | 0     | 0      | 0      | 15     | 0      |
| 2024/25 | TOP Oss               | Eerste divisie | 13         | 0          | 0     | 0     | 0      | 0      | 13     | 0      |
| Totaal  | Totaal                | Totaal         | 130        | 6          | 0     | 0     | 0      | 0      | 130    | 6      |

Bijgewerkt op 7 juni 2025.